# Paul Gagné (traducteur)
Cet article concerne le traducteur. Pour le joueur de hockey, voir Paul Gagné.
Pour les articles homonymes, voir Gagné.
Paul Gagné est un traducteur littéraire québécois qui travaille actuellement[Quand ?] à Montréal, Québec, Canada. Avec son épouse Lori Saint-Martin, il a traduit en français plus de 70 livres de langue anglaise, dont des œuvres d'auteurs tels que Maya Angelou, Margaret Atwood et Naomi Klein. Il détient une maîtrise en littérature française de l'Université Laval.

## Travaux
Avant de se tourner vers le monde de la traduction littéraire, Paul Gagné a travaillé comme traducteur pendant plusieurs années à Toronto et à Montréal,. Il est membre de l'Association des traducteurs littéraires du Canada (en) et de l'Association des traducteurs et interprètes de l'Ontario. Voici une liste d'œuvres choisies qu'il a traduites en collaboration avec Lori Saint-Martin :
- 2008 - Tant que je serai noire (Maya Angelou, The Heart of a Woman) ;
- 2008 - La Stratégie du choc (Naomi Klein, The Shock Doctrine)  ;
- 2008 - 28 (Stephanie Nolen (en), 28) ;
- 2006 - Contre-la-montre : combattre le sida en Afrique (Stephen Lewis, Race Against Time: Searching for Hope in AIDS-Ravaged Africa) ;
- 2006 - Cibles mouvantes : essais 1971-2004 (Margaret Atwood, Moving Targets: Writing with Intent, 1982–2004) ;
- 2005 - L'Odyssée de Pénélope (Margaret Atwood, The Penelopiad) ;
- 2001 - La Perte et le fracas (Alistair MacLeod, No Great Mischief (en)).

## Prix et reconnaissances
Paul Gagné et Lori Saint-Martin ont reçu conjointement plusieurs prix de traduction tout au long de leur carrière. Parmi ceux-ci, le Prix de traduction John Glassco (en) en 1993, le Prix de traduction de la Quebec Writers' Federation en 2004, 2006 et 2008 et le Prix du Gouverneur général en 2000, 2007 et 2015 et 2018.,,.